# 鶴山八幡宮
鶴山八幡宮（つるやまはちまんぐう）は、岡山県津山市にある神社。祭神は譽田別尊、神功皇后、玉依姫。旧社格は郷社。「八子（やご）の八幡さま」とも呼ばれる。

## 概要
本来は現在、津山城が築かれている鶴山山上にあった。しかし、江戸時代初期の慶長8年（1603年）森忠政が津山藩主として入府し、鶴山を城地として定めたため遷座することとなった。慶長10年（1605年）に吉井川の南岸、津山城から見て巽（南東）の津山市八出の覗山に一時遷座した。慶長13年（1608年）には、家運永久子孫繁昌を願って津山城の乾（戌亥・北西）の天門の鎮めとして改めて現在の地に再遷座した。
移転後、社殿が改めて造営された。寛永12年（1635年）および寛文9年（1669年）に2代藩主森長継が社殿の改築を行った。現在の本殿は寛文の改修の際に造営されたもので、現在、国の重要文化財に指定されている。森氏、改易後入府した松平氏の歴代藩主により社領50石が寄進され崇敬を受けた。
日光東照宮をまねて建立されたと言われる。
現在は津山市北部の大産土神となっている。

## 文化財

### 重要文化財（国指定）
- 鶴山八幡宮本殿（附宮殿　１基・棟札5枚）[2]
  - 江戸時代前期の寛文9年（1669年）に建造された。津山地方独特の中山造の本殿である。随所に彫刻が施されている。建造当時は極彩色に着色されていた。昭和55年（1980年）5月31日指定。

### 岡山県指定重要文化財
- 鶴山八幡宮拝殿、釣殿及び神供所並びに末社薬祖神社社殿
  - 拝殿と本殿に繋がる釣殿・神供所は本殿と同じ寛文9年（1669年）の建造である。拝殿は桁行5間・梁間3間の桟瓦葺入母屋造で、檜皮葺唐破風向拝1間が付いている。釣殿は桁行1間・梁間6間の桟瓦葺両下造に銅板葺の背面唐破風が付いている。薬祖神社社殿は桁行5尺2寸・梁間1間2尺の栩葺流造で、鶴山の社地から移転したと伝えられており、当神社で最も古い建造物である。昭和31年（1956年）4月1日指定。

## 画像集

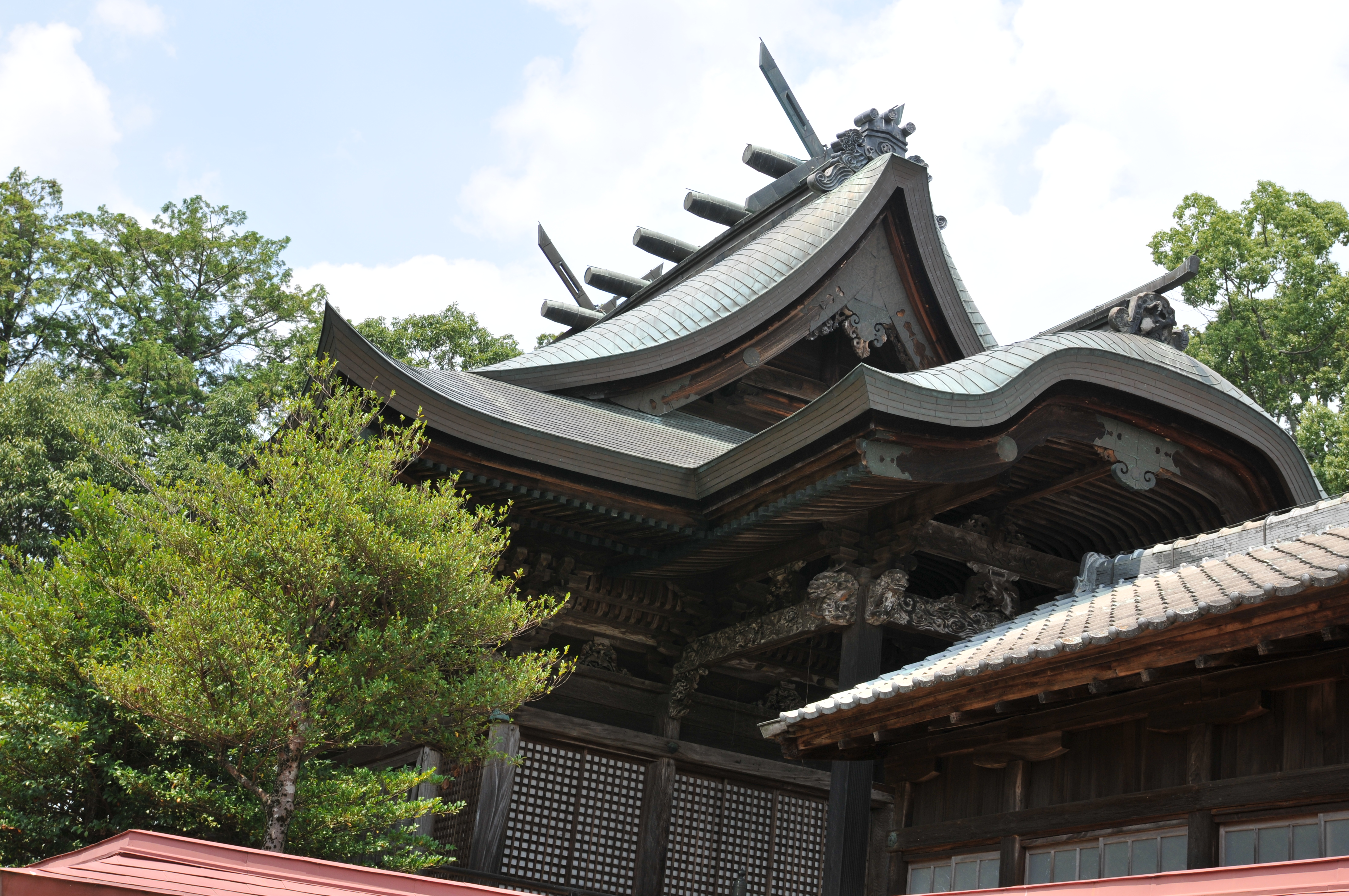
中山造の本殿（国の重要文化財）
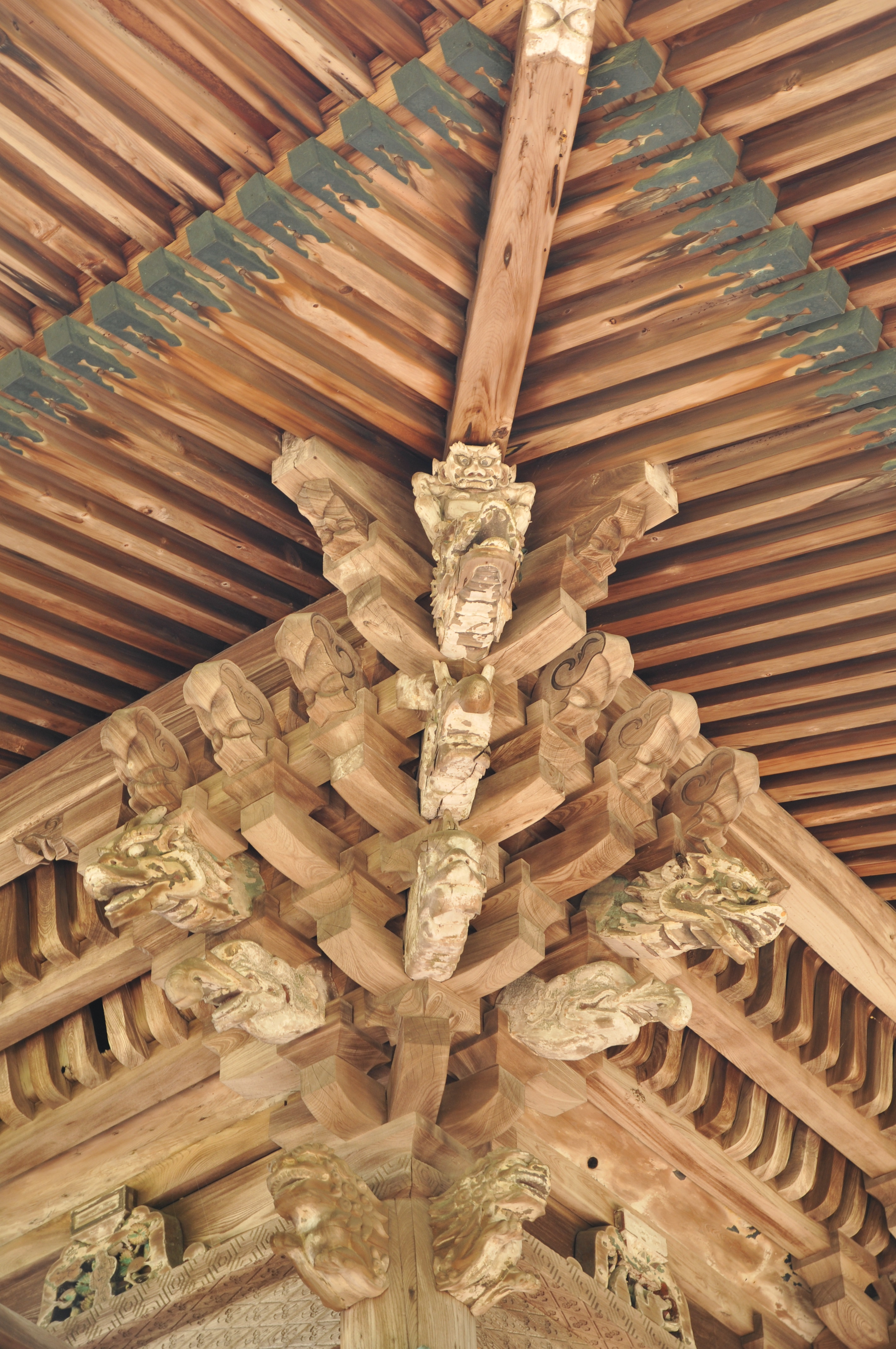
本殿の彫刻
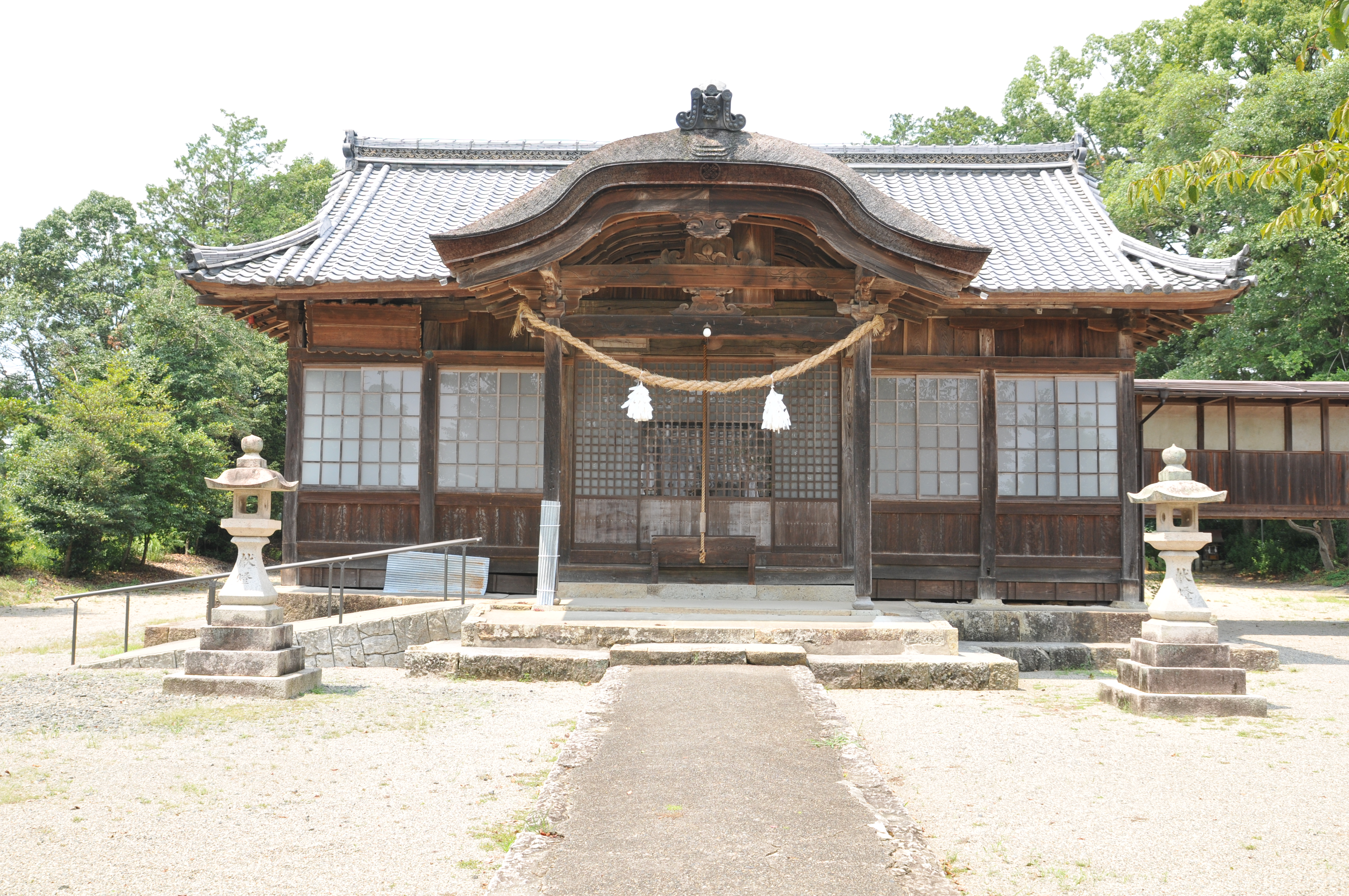
拝殿（岡山県指定重要文化財）
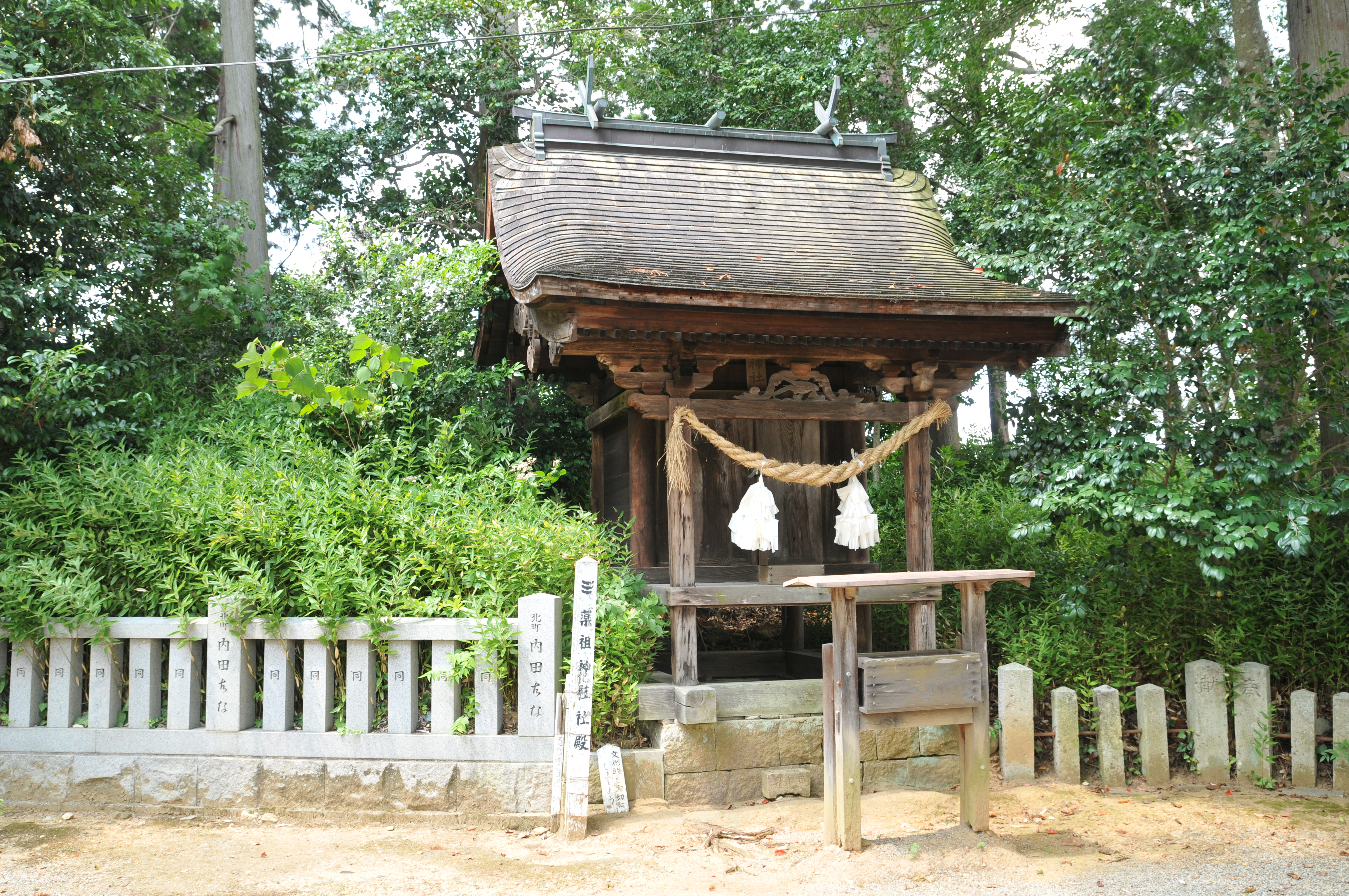
薬祖神社（岡山県指定重要文化財）